# Barbro Stål

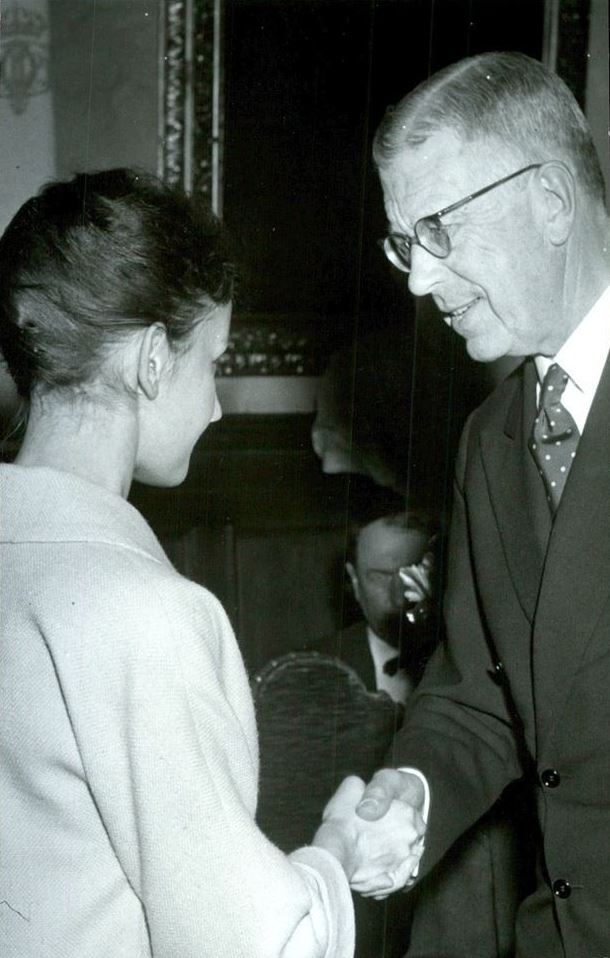
Barbro Stål tilldelas kunglig medalj av kung Gustaf VI Adolf.

Barbro Margareta Stål, född 7 maj 1927 i Rättvik, död 11 september 2022 i Stockholm, var en svensk arkitekt. Hon gifte sig 1954 med Olle Stål.
Stål var dotter till professor Karl Eriksson och Maina Boström, avlade studentexamen i Stockholm 1947, utexaminerades från Kungliga Tekniska högskolan 1952 och studerade vid Kungliga Konsthögskolan 1956–1957. Hon anställdes hos arkitekt Ernst Grönwall 1952 och bedrev egen arkitektverksamhet tillsammans med maken från 1954. Hon tilldelades 1956 kunglig medalj för prisämnet i arkitektur vid Kungliga Konsthögskolan.
Stål gav ut Ny skola i gamla skolhus: att tillvarata och förbättra skolans lokaler (tillsammans med Lena Dranger Isfält, 1984). Barbro Stål är gravsatt i minneslunden på Skogsö kyrkogård.